# 스위스 여자 축구 국가대표팀
스위스 여자 축구 국가대표팀은 스위스를 대표하는 여자 축구 대표팀으로 1972년 5월 4일 프랑스와의 국제 경기 데뷔전에서 2-2 무승부를 기록했으며 현재 하계 올림픽 본선 기록은 전무하다.

## 국제 대회 경력

### FIFA 여자 월드컵
FIFA 여자 월드컵 본선에는 2번 참가하여 처음으로 출전한 2015년과 8년만에 출전한 2023년 대회에서 16강에 오르는 성과를 거두었다.

### UEFA 유럽 여자 축구 선수권 대회
여자 유로 대회 본선에는 3번 참가하여 이전 2번의 대회(2017년, 2022년)에서는 모두 조별리그에서 탈락했으나 홈에서 열린 2025년 대회에서 8강에 오르며 사상 첫 여자 유로 대회 토너먼트 진출을 이뤄냈다.

## 성적

### FIFA 여자 월드컵
| FIFA 여자 월드컵 기록 | FIFA 여자 월드컵 기록 | FIFA 여자 월드컵 기록 | FIFA 여자 월드컵 기록 | FIFA 여자 월드컵 기록 | FIFA 여자 월드컵 기록 | FIFA 여자 월드컵 기록 | FIFA 여자 월드컵 기록 | FIFA 여자 월드컵 기록 | FIFA 여자 월드컵 기록 |                | 지역 예선 기록 | 지역 예선 기록 | 지역 예선 기록 | 지역 예선 기록 | 지역 예선 기록 | 지역 예선 기록 | 지역 예선 기록 |
| 년도                  | 결과                  | Pos.                  | Pld                   | W                     | D*                    | L                     | GF                    | GA                    | GD                    | Pld            | W              | D*             | L              | GF             | GA             | GD             |                |
| 1991                  | 지역 예선 탈락        | 지역 예선 탈락        | 지역 예선 탈락        | 지역 예선 탈락        | 지역 예선 탈락        | 지역 예선 탈락        | 지역 예선 탈락        | 지역 예선 탈락        | 지역 예선 탈락        | UEFA 유로 1991 | UEFA 유로 1991 | UEFA 유로 1991 | UEFA 유로 1991 | UEFA 유로 1991 | UEFA 유로 1991 | UEFA 유로 1991 |                |
| 1995                  | 지역 예선 탈락        | 지역 예선 탈락        | 지역 예선 탈락        | 지역 예선 탈락        | 지역 예선 탈락        | 지역 예선 탈락        | 지역 예선 탈락        | 지역 예선 탈락        | 지역 예선 탈락        | UEFA 유로 1995 | UEFA 유로 1995 | UEFA 유로 1995 | UEFA 유로 1995 | UEFA 유로 1995 | UEFA 유로 1995 | UEFA 유로 1995 |                |
| 1999                  | 지역 예선 탈락        | 지역 예선 탈락        | 지역 예선 탈락        | 지역 예선 탈락        | 지역 예선 탈락        | 지역 예선 탈락        | 지역 예선 탈락        | 지역 예선 탈락        | 지역 예선 탈락        | 8              | 2              | 0              | 6              | 7              | 12             | −5             |                |
| 2003                  | 지역 예선 탈락        | 지역 예선 탈락        | 지역 예선 탈락        | 지역 예선 탈락        | 지역 예선 탈락        | 지역 예선 탈락        | 지역 예선 탈락        | 지역 예선 탈락        | 지역 예선 탈락        | 6              | 1              | 0              | 5              | 2              | 18             | −16            |                |
| 2007                  | 지역 예선 탈락        | 지역 예선 탈락        | 지역 예선 탈락        | 지역 예선 탈락        | 지역 예선 탈락        | 지역 예선 탈락        | 지역 예선 탈락        | 지역 예선 탈락        | 지역 예선 탈락        | 8              | 1              | 1              | 6              | 3              | 18             | −15            |                |
| 2011                  | 지역 예선 탈락        | 지역 예선 탈락        | 지역 예선 탈락        | 지역 예선 탈락        | 지역 예선 탈락        | 지역 예선 탈락        | 지역 예선 탈락        | 지역 예선 탈락        | 지역 예선 탈락        | 14             | 8              | 1              | 5              | 35             | 17             | +18            |                |
| 2015                  | 16강                  | 15th                  | 4                     | 1                     | 0                     | 3                     | 11                    | 5                     | +6                    | 10             | 9              | 1              | 0              | 53             | 1              | +52            |                |
| 2019                  | 지역 예선 탈락        | 지역 예선 탈락        | 지역 예선 탈락        | 지역 예선 탈락        | 지역 예선 탈락        | 지역 예선 탈락        | 지역 예선 탈락        | 지역 예선 탈락        | 지역 예선 탈락        | 12             | 6              | 4              | 2              | 25             | 12             | +13            |                |
| 2023                  | 16강                  | -                     | 4                     | 1                     | 2                     | 1                     | 3                     | 5                     | -2                    | 11             | 9              | 1              | 1              | 46             | 5              | +41            |                |
| Total                 | 2/9                   | 15th                  | 8                     | 2                     | 2                     | 4                     | 14                    | 10                    | +4                    | 69             | 36             | 8              | 25             | 171            | 83             | +88            |                |

※ 무승부는 승부차기로 진출자가 가려진 결선 토너먼트의 경기도 포함한다.

#### 경기 기록
| FIFA 여자 월드컵 역사 | FIFA 여자 월드컵 역사 | FIFA 여자 월드컵 역사 | FIFA 여자 월드컵 역사 | FIFA 여자 월드컵 역사 | FIFA 여자 월드컵 역사          |
| 년도                  | 단계                  | 날짜                  | 상대팀                | 결과                  | 경기장                         |
| --------------------- | --------------------- | --------------------- | --------------------- | --------------------- | ------------------------------ |
| 2015                  | Group stage           | 8 June                | 일본                  | L 0–1                 | BC Place, Vancouver            |
| 2015                  | Group stage           | 12 June               | 에콰도르              | W 10–1                | BC Place, Vancouver            |
| 2015                  | Group stage           | 16 June               | 카메룬                | L 1–2                 | Commonwealth Stadium, Edmonton |
| 2015                  | Round of 16           | 21 June               | 캐나다                | L 0–1                 | BC Place, Vancouver            |
| / 2023                | Group stage           | 21 July               | 필리핀                | W 2–0                 | Forsyth Barr Stadium, Dunedin  |
| / 2023                | Group stage           | 25 July               | 노르웨이              | D 0–0                 | Waikato Stadium, Hamilton      |
| / 2023                | Group stage           | 30 July               | 뉴질랜드              | D 0–0                 | Forsyth Barr Stadium, Dunedin  |
| / 2023                | Round of 16           | 5 August              | 스페인                | L 1–5                 | Eden Park, Auckland            |

### 올림픽 축구
- 1996년 ~ 2020년: 진출 실패

### UEFA 유럽 여자 축구 선수권 대회
- 1984년~2013년: 진출 실패
- 2017년: 조별 리그
- 2022년: 조별 리그
- 2025년: 8강

## 역대 감독
| 감독                      | 임기        |
| ------------------------- | ----------- |
| 마르티나 포스테클렌부르크 | 2012 ~ 2018 |
| 닐스 닐센                 | 2018 ~ 2022 |
| 피아 순드하게             | 2024 ~      |

## 같이 보기
- 스위스 축구 국가대표팀